# Roger González

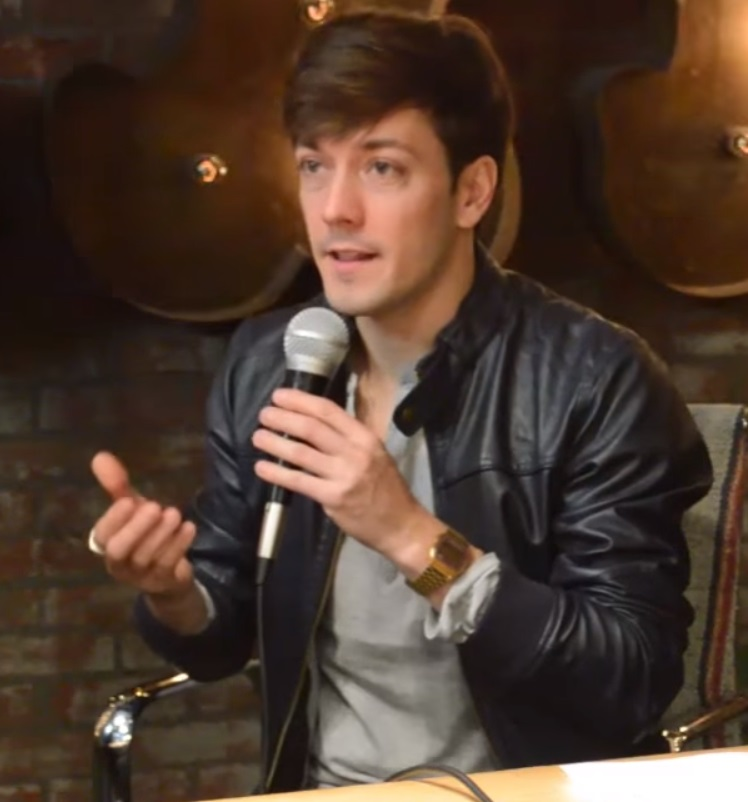
Roger González nel 2014

Rogelio González Garza Gámez meglio conosciuto come Roger González (Monterrey, 15 luglio 1980) è un attore e conduttore televisivo messicano.

## Biografia
Nato nel 1980 in Messico da madre musicista (suona infatti il pianoforte, fisarmonica e chitarra) e da padre architetto. Inizia la sua carriera all'età di 11 anni partecipando ad alcune pubblicità. Nel 1996 entra in un istituto di Monterrey per studiare Scienze della comunicazione e crea la prima radio di quella struttura con un suo programma chiamato "Cuadro por Cuadro". Dopo aver passato un anno in quel posto, è nel format radiofonico di Exa FM conducendo un programma mattutino e programmando un concerto dedicato ad Exa con più di 25.000 persone nell'auditorium Coca-Cola di Monterrey.
Nel mese di giugno 2001 è chiamato a condurre il programma En Boga per TVNL, dove ha potuto intervistare vari personaggi dello spettacolo. Quando finì la programmazione, fu chiamato da Televisa ed è stato ospite in alcuni programmi per ragazzi. Nel marzo 2002 ha lasciato la radio Exa FM e si è unito al gruppo Gruppo Radio Messico. Nello stesso anno inizia a condurre il programma Zapping Zone su Disney Channel America Latina e il suo volto appare in tutta l'America Latina. Ha anche doppiato un personaggio nella versione spagnola di La 25ª ora.
Ha interpretato il ruolo di Lisandro nella telenovela di Cris Morena Rebelde Way. Nel gennaio 2004 è stato scelto per condurre un programma radiofonico su Radio Disney America Latina, contattato da RGB Entertainment ed ha iniziato a studiare in una scuola di recitazione con Julio Chávez insieme ad altri nove attori e attrici. È stato anche conduttore del Telethon del Guatemala. Inoltre ha cantato la sigla d'apertura del cartone animato American Dragon: Jake Long nella sua versione latinoamericana.
In seguito è stato conduttore di High School Musical - La selección in Messico ed è anche nella squadra blu nelle edizione del 2007 e 2008 de Disney Channel Games. Interpreta una canzone nella versione doppiata in messicano del film statunitense High School Musical 2 insieme a Paulina Holguin.
Nel 2010 è stato protagonista della miniserie Highway: Rodando la Aventura con cui ha guadagnato una candidatura ai Kids' Choice Awards Argentina 2011 come miglior attore. Ha aperto il concerto a Selena Gomez, Jonas Brothers per alcune loro tappe in America Latina. Nell'ottobre del 2012 ha concluso le registrazione di Zapping Zone dopo dieci anni di conduzione. Ha condotto il The U-Mix Show e nel 2013 un programma radiofonico su RadioTKM.
Dopo aver lasciato la Disney, viene chiamato da Televisa per condurre il pilota di un nuovo programma di cui diventa il volto principale nell'anno successivo: intitolato X la banda, viene trasmesso da Canal 5..
Dal 2014 fa parte del cast principale dell'opera teatrale Hoy no me puedo levantar fino alla fine del 2017, anno in cui inizia a tenere un proprio programma nel suo canale YouTube ufficiale dal titolo Roger González Show.

## Filmografia

### Cinema
- High School Musical - La sfida (High School Musical: El Desafío), regia di Eduardo Rípari (2008)
- Trilli (Tinker Bell), regia di Bradley Raymond (2008 - doppiaggio)
- Trilli e il tesoro perduto (Tinker Bell and the Lost Treasure), regia di Klay All (2009 - doppiaggio)
- Trilli e il grande salvataggio (Tinker Bell and the Great Fairy Rescue), regia di Bradley Raymond (2010 - doppiaggio)
- I Giochi della Radura Incantata (Pixie Hollow Games), regia di Bradley Raymond (2011 - doppiaggio)
- Trilli e il segreto delle ali (Secret of the Wings), regia di Bobs Gannaway, Peggy Holmes (2012 - doppiaggio)
- Trilli e la nave pirata (The Pirate Fairy), regia di Peggy Holmes (2014 - doppiaggio)
- Sing (Sing), regia di Garth Jennings (2016 - doppiaggio)
- Gli Incredibili 2 (Incredibles 2), regia di Brad Bird (2018 - doppiaggio)

### Televisione
- Rebelde Way - serial TV (2003)
- Highway: Rodando la Aventura - miniserie TV (2010)
- Cuando toca la campana - serie TV, 1 episodio (2011)

## Programmi televisivi
- High School Musical - La selección (Disney Channel America Latina/TV Azteca, 2007)
- Disney Channel Games (Disney Channel, 2007-2008)
- Zapping Zone (Disney Channel America Latina, 2002-2012)
- The U-Mix Show (Disney Channel America Latina, 2012)
- X la Banda (Televisa, 2014)
- Todo un Show Camino a la fama (TV Azteca, 2018)
- Venga la alegría (Azteca Uno, 2019)

## Riconoscimenti
- Kids' Choice Awards Argentina 2011
  - 2011 – Candidatura per il miglior attore per Highway: Rodando la Aventura[16].